# Монтеньяк-сюр-Дустр
Монтеньяк-сюр-Дустр (фр. Montaignac-sur-Doustre) — муніципалітет у Франції, у регіоні Нова Аквітанія, департамент Коррез. Монтеньяк-сюр-Дустр утворено 1-1-2022 шляхом злиття муніципалітетів Ле-Жарден i Монтеньяк-Сен-Іпполіт. Адміністративним центром муніципалітету є Монтеньяк-Сен-Іпполіт. Населення — 636 осіб (01.01.2021).